# Anthony Delaplace
Anthony Delaplace (ur. 11 września 1989 w Valognes) – francuski kolarz szosowy.

## Osiągnięcia
Opracowano na podstawie:

2009
- 3. miejsce w mistrzostwach Francji U23 (start wspólny)

2010
- 1. miejsce na 3. etapie Tour de l’Avenir

2011
- 2. miejsce w La Roue Tourangelle
- 2. miejsce w Boucles de l'Aulne
- 1. miejsce w La Poly Normande

2012
- 1. miejsce w klasyfikacji młodzieżowej Étoile de Bessèges
- 2. miejsce w Paryż-Troyes

2013
- 1. miejsce w klasyfikacji młodzieżowej Tour du Limousin

2014
- 2. miejsce w Duo Normand

2015
- 3. miejsce w Classic Loire Atlantique
- 2. miejsce w Grand Prix de la Somme

2016
- 3. miejsce w La Tropicale Amissa Bongo
- 2. miejsce w Paryż-Camembert
- 2. miejsce w Boucles de la Mayenne

2017
- 1. miejsce w Tour de Normandie
  - 1. miejsce na 1. etapie
- 3. miejsce w La Roue Tourangelle
- 1. miejsce w Duo Normand

2018
- 1. miejsce w klasyfikacji górskiej Boucles de la Mayenne

2021
- 2. miejsce w Trofeo Calvia
- 2. miejsce w Tour de Bretagne

2022
- 1. miejsce w Paryż-Camembert

## Rankingi
| Rok             | 2010 | 2011 | 2012 | 2013 | 2014 | 2015 | 2016 | 2017 | 2018 | 2019 | 2020 | 2021 | 2022 | 2023 | 2024 |
| --------------- | ---- | ---- | ---- | ---- | ---- | ---- | ---- | ---- | ---- | ---- | ---- | ---- | ---- | ---- | ---- |
| World Ranking   |      |      |      |      |      |      | 184. | 216. | 444. | 408. | 378. | 235. | 283. | 814. | 905. |
| UCI Europe Tour | 447. | 47.  | 236. | 479. | 198. | 87.  | 111. | 100. | 248. | 325. | 310. | 201. | 227. | -    | -    |
| UCI Africa Tour | -    | -    | -    | -    | -    | 168. | 35.  | -    | -    |      |      |      |      |      |      |
|                 |      |      |      |      |      |      |      |      |      |      |      |      |      |      |      |
| Źródło: UCI     |      |      |      |      |      |      |      |      |      |      |      |      |      |      |      |